# باري روبنسون (مهندس معماري)
باري روبنسون (بالإنجليزية: Barry Robinson)‏ هو مهندس معماري نيوزيلندي، ولد في 8 مارس 1937 في أوكلاند في نيوزيلندا.

## وصلات خارجية
- باري روبنسون على موقع أوليمبيديا (الإنجليزية)